# Подбан
Подбан, вицебан или бановац (лат. Vicebanus) је био високи државни функционер у Хрватској односно замјеник бана у случају његове одсутности или спријечености.
Функција бановца се јавља у средњем вијеку те долази до изражаја у 16. вијеку и првој половини 17. вијека. Подбана је након устоличења бирао бан, након чега је полагао заклетву пред хрватским сабором и вршио је функцију докле и бан који га је поставио. До 1756. године подбан је вршио и функције великих жупана загребачке и крижевачке жупаније. Бана је од 17. вијека у судским функцијама замјењивао протонотар, иако је подбан задржао мјесто предсједника октавалног суда. Функција подбана је постојала и у Банској влади (1850—1854). Након Хрватско-угарске нагодбе из 1868, бана је замјењивао начелник одјела за унутрашње послове, који се уобичајено називао подбаном.
У Краљевини Југославији, сваки бан је имао свога помоћника који је био његов законски замјеник у случају његове одсутности или спријечености. Помоћник бана се уобичајено називао подбан. У Бановини Хрватској је службено била установљена функција подбана.